# Esther Torrado
Esther Torrado Martín-Palomino es una socióloga e investigadora española especializada en redes de prostitución y trata de mujeres y niñas.

## Trayectoria
Torrado es hija de inmigrantes andaluces y pasó su juventud en el barrio de Vallecas (Madrid). Empezó a trabajar a los 16 años y compaginó sus estudios con el trabajo. Se doctoró en Sociología por la Universidad de La Laguna (ULL) en 2014, con su tesis titulada Los nuevos escenarios de la inmigración: el caso de los/as menores extranjeros no acompañados en Canarias y está especializada en el estudio de la prostitución, la pornografía y la cultura de la violación. Además, es licenciada en Ciencias Políticas y Sociología por la Universidad Pontificia de Salamanca y Trabajo Social por la Universidad Complutense de Madrid.
Desde 2022, Torrado es profesora titular del Departamento de Sociología y Antropología de la Universidad de La Laguna y miembro del Instituto Universitario de Estudios de las Mujeres de la ULL desde su creación en 2007. Asimismo, es fundadora de la Plataforma Abolicionista Canaria (PAC) y de la Red Académica Internacional de Estudios de Prostitución y Pornografía (RAIEPP). Por otro lado, es la investigadora principal de los grupos de investigación Sociología del Trabajo y el Empleo y también forma parte del grupo de investigación Género, Ciudadanía y Culturas. Aproximaciones desde la Teoría Feminista, dirigido por María José Guerra Palmero. Actualmente dirige el grupo de investigación VIOSEX (Violencia Sexual).
Entre sus trabajos más destacados, se encuentra el de haber sido directora del primer Diagnóstico de la Prostitución en Canarias realizado para el Instituto Canario de Igualdad (ICI) en 2016 con el título Narrativas de las Opresiones y Vulnerabilidades Múltiples y redactora del informe Percepción social de la prostitución de mujeres y análisis de la demanda prostitucional en Canarias. La normalización de la violencia sexual contra las mujeres como un servicio, también realizado para el ICI en 2017. 
De 1995 a 1999 fue concejala de Urbanismo en el Ayuntamiento de Casarrubuelos. En 2000 fue candidata al Congreso de los Diputados por el partido político de Izquierda Unida (IU), en la circunscripción de la Comunidad de Madrid, en cuya lista figuraba en la decimotercera posición.

### Pornografía y cultura de la violación
En sus investigaciones, Torrado ha relacionado la pornografía con la cultura de la violación y la prostitución y la trata y ha incidido en las desigualdades sociales y económicas que convierten a las niñas en víctimas de las mafias de trata. En este sentido, ha estudiado la sexualidad y consumo de pornografía en los jóvenes de 16 a 29 años, así como la percepción de la violencia de género por parte de los jóvenes de 11 a 20 años. Esta última investigación desveló que la mitad de ellos no cree en la existencia de la violencia machista.
Estos contenidos los ha difundido en charlas y talleres, como el celebrado en el municipio grancanario de Telde, así como en reportajes televisivos, donde explica cómo el elevado consumo de pornografía lleva a los jóvenes a erotizar la violencia contra las mujeres.

### El abolicionismo y la trata
Torrado dedica su actividad investigadora a poner de relieve de las desigualdades sociales que llevan a las mujeres a prostituirse, sosteniendo que la prostitución no es una opción libre, porque la vulnerabilidad siempre forma parte del reclutamiento de estas mujeres. Asimismo, considera que el estigma que envuelve a la prostitución debe caer en "los puteros"  no en las mujeres que, empujadas por situaciones económicas o sociales perentorias, se dedican a la prostitución. La investigadora presentó el informe dirigido por ella sobre Percepción social de la prostitución de mujeres y análisis de la demanda prostitucional en Canarias. La normalización de la violencia sexual contra las mujeres como un servicio en el Parlamento de Canarias en 2019, en una comparecencia en la Comisión de Gobernación, Justicia, Igualdad y Diversidad. En dicha comparecencia, afirmó que hay alrededor de 3.000 mujeres que ejercen la prostitución en Canarias y denunció que una parte del turismo que nos visita demanda prostitución.
La investigadora siempre ha sostenido que la vulnerabilidad social y económica es uno de los factores que influyen de forma determinante en el reclutamiento, por lo que nunca es una opción libre para las mujeres y que este problema lo han creado los hombres que consideran que la compra-venta del cuerpo de una mujer es una opción tan válida como cualquier otra. Por eso, recuerda que las mujeres inmigrantes son las más vulnerables, ya que muchas veces huyen de conflictos étnicos matrimonios forzados, violencia sexual o mutilación genital y terminan cayendo en redes de trata y explotación sexual.
Torrado niega que la regulación de la prostitución sea la solución, dado que considera que es la salida que buscan los clientes para evitar ser multados y se muestra a favor de legislar contra la prostitución. En este sentido, ha apoyado desde hace años cualquier iniciativa abolicionista como la campaña publicitaria como "Hola Putero", en la que se señala como principales responsables a los demandantes de prostitución en lugar de a las víctimas. 
Por otro lado, hace hincapié en que la violencia que sufren las mujeres prostituidas está entre las que menos se visibiliza.

## Obra
- 2004 – La inserción socio-laboral a través de la formación complementaria y del desarrollo de las competencias personales. Con María Sonia López Ruiz. Red Anagos.[33]
- 2018 – Violencia contra las mujeres. Con Pilar Matud Aznar, Demelza Fortes Marichal y Saray Fortes Marichal. Cuadernos de Psicología. ISBN 978-84-16458-95-0.[34]
- 2019 – Pasajes de una historia silenciada. Tres generaciones de mujeres en Valle de Guerra. Con Yasmina Romero Morales y María Dolores Delgado Rodríguez. Centro Cultura Popular Canario. ISBN 978-84-7926-678-3.[35][36]
- 2021 – Sexualidad y consumo de pornografía en adolescentes y jóvenes de 16 a 29 años. Enero 2020-febrero 2021. Con Josué Gutiérrez Barroso, Yasmina Romero Morales y Ana M. González Ramos. Universidad de La Laguna. San Cristóbal de La Laguna. ISBN 978-84-09-30844-6.[15]